# کامش شناسی
کامش شناسی یا سکسولوژی (به انگلیسی Sexology) یک شاخه ی میان رشته ای از روانشناسی و پزشکی است.  در تعریف این رشته آمده است که موضوع علم کامش شناسی مطالعه و پژوهش درباره ی جنبه های مختلف جنسیت در انسان  مانند رفتار جنسی ، علاقه ی جنسی و کارکرد جنسی انسان است.

## پیش زمینه
مطالعه ی جنسیت انسان به دوران باستان بر می گردد ، اما کامش شناسی به عنوان یک علم دانشگاهی به قرن 19 ام بر می گردد.  در سال 1886 ریچارد فون کرافت - ابینگ ، کتاب مشهور Psychopathia Sexualis را منتشر کرد، این کتاب که سال ها به عنوان منبع علمی در دانشگاه ها تدریس می شد به بررسی انحرافات جنسی می پرداخت زمینه ها را برای شکل گیری کامش شناسی فراهم کرد. 
هاولاک الیس در بین سال های 1897 تا 1928 مجموعه کتاب های مرجعی را با عنوان "مطالعاتی در روانشناسی جنسی" به قلم خود نوشت. الیس به بررسی جنبه های مختلف جنسیت  ، از جمله رفتار جنسی طبیعی و غیر طبیعی در انسان پرداخت و دیدگاه های مترقیانه ای را در زمینه جنسیت مطرح کرد.
با ظهور زیگموند فروید و روانکاوی او ، اهمیت جنسیت در رشد و تحول انسان و   شکل گیری مشکلات روانی ، ده چندان شد. او با ارایه ی نظریه ی رشد روانی- جنسی خود کنجکاوی های پژوهندگان را به سوی بررسی نقش جنسیت برانگیخت.

## دوگانه ی جنس و سَس
جستاری بسیار پرتنش و بحث برانگیر در کامش شناسی دوگانه ی فرضی جنس و سَس (جنسیت) است. این دو مفهوم گاهی از هم جدا شده و دوپاره بیان می شوند و گاهی به هم چسپانده می شوند و  یکی در نظر گرفته می شوند.

### جنس
جنس (به انگلیسی Sex) به ویژگی های زیست شناختی انسان اشاره دارد. افراد در گستره ی جنس به چهار گروه تقسیم می شوند. 
1. نر  (Male): این افراد دارای اندام جنسی مردانه و کروموزوم های XY هستند.
2. ماده (Female) : این افراد دارای اندام جنسی زنانه و کروموزوم های XX هستند.
3. میان جنس (Intersex) :  این افراد دارای هر دو اندام جنسی زنانه و مردانه هم زمان هستند.
4. افراد مبتلا به نبود زهار (Genital Agenesis) : این افراد فاقد اندام جنسی هستند.

### سَس
سَس (به انگلیسی Gender)  یا جنسیت به جنبه ی روانشناختی انسان اشاره دارد. افراد در گستره ی  سَس به دو گروه تقسیم می شوند.
1. هوژادینگی (به انگلیسی Cisgender) یا همسوجنسیتی به افرادی گفته می شود که سس روانشناختی آنها با جنس زیست شناختی آنها در هماهنگی است.
2. پادژادینگی (به انگلیسی Transgender) یا تراجنسیتی به افرادی می گویند که سس روانسناختی آنها با جنس زیست شناختی آنها در ناهماهنگی است.[۶][۷][۸][۹]

## ناسانی های تنکردشناختی در دو جنس
تفاوت ها و ناسانی ها در دو جنس می توانند بسیار گسترده باشد.
موارد زیر از تفاوت ها بدن زن و مرد در گونه ی انسان است:
ناسانی های قلبی عروقی و زوردشناختی :
ناسانی های هورمونی :
ناسانی های ساختار ماهیچه ای و چربی :
ناسانی های سیستم تنفسی : 

## کیستی جنسی در برابر گرایش جنسی
از مفهوم های دیگری که با هم اشتباه گرفته می شوند کیستی جنسی و گرایش جنسی است. 

### کیستی جنسی
کیستی جنسی (به انگلیسی Sexual Identity)  برچسپ هایی هستند که افراد از آنها استفاده می کنند تا دیگران آن ها را از نظر سسی به آن صورت بشناسند.

### گرایش جنسی
گرایش جنسی (به انگلیسی Sexual Orientation) ، گرایش های جنسی در اصل الگو های برانگیختگی جنسی هستند این که چه کسی با کدام جنس می توانند در فرد برانگیختگی جنسی و کشش جنسی ایجاد کنند.
چهار نوع گرایش جنسی عبارت اند از :
1. دگرجنسگرایی (heterosexual)
2. همجنسگرایی (Homosexual)
3. دوجنسگرایی (Bisexual)

حالت چهارمی نیز وجود دارد، نام آن بی جنسگرایی (Asexualism) است . که بسیار نادر است و در آن فرد به هیچ یک از دو جنس گرایشی ندارد و ترجیح می دهد با آنها آمیزش جنسی نداشته باشد.

## روش های آمیزش

### شمار همبستر ها:
- تکی
- دوتایی
- سه تایی
- چند تایی

### روش سپوختن:
یک دسته بندی کلی ، بر اساس انجام دادن یا ندادن خلانش (Penetration) است.

#### درونسپوزی
درون سپوزی (به انگلیسی Intercourse) به روشی گفته می شود که در آن عمل خلاندن توسط زهار جنس نر در زهار جنس ماده انجام می شود.

#### برونسپوزی
برون سپوزی (به انگلیسی Outercourse) به روش های آمیزشی گفته می شود که در آن خلانش در واژن یا کفل انجام نمی شود.

### آمیغ
آمیغ (به انگلیسی Coitus )  به روش هایی می گویند که آمیزش به آنها انجام می شود. 

### به کمک فناوری
بار رشد فناوری به کار گیری آن در کابرد های جنسی نیز بسیار رایج شده ، استفاده از دستگاه ها ، وسایل ارتباطی برخط ، سکو های رایانسپهر و حتی روبات های جنسی از کالا های بسیار مورد استفاده هستند.

## آشفتاری های جنسی

### هوس
هوس (به انگلیسی Kink)  به وضعیت هایی گفته می شود که در ان فرد دوست دارد  کاری بیرون از تراداد و هنجار را در هنگام آمیزش انجام دهد. مثلا کشیده زدن  یا روغن مالی کردن در هنگام آمیزش.  داشتن این هوس ها ببسیار رایج است و معمولا مشکی برای فرد ایجاد نمی کند.

### یوبه
یوبه گرایی (به انگلیسی Fetishism) به وضعیت هایی گفته می شود که فرد در آن هوس هایی بیرون از تراداد رایج دارد ولی نمی تواند بدون آن هوس ها آمیزش جنسی را انجام دهد. در این حالت به آن هوس که جنبه ای الزام آور پیدا کرده است "یوبه" می گویند.  مانند اینکه نمی تواند بدون چک زدن یا روغن مالی کردن سپوزش کند. یوبه ها در اصل نوعی کژکامگی هستند اما کسی که یوبه ی به خصوصی دارد لزما دوچار کژکامگی نشده است. یوبه ها معمولا زندگی فرد را دوچار آشفتاری و اخلال نمی کنند.

### کژکامگی
کژکامگی (به انگلیسی Paraphilia ) یا پژوَردی (Pervertion) یا  انحراف یا کژراهی جنسی (Sexual Deviation) ،  یوبه گرایی هایی هستند که بسیار بغرنج شده اند و برای کارکرد فرد در زندگی اش آشوفتاری ایجاد کرده اند.  این حالت ها معمولا شدید تر از یوبه ها هستند.  مانند این که یوبه ی چک زدن به پارتنر  که اگر کژکامگی باشد می شود به آزارگری جنسی یا سادیسم.

## آسیب شناسی جنسی در DSM
در  DSM 5 -Tr موارد زیر به عنوان آشفتاری جنسی مطرح شده اند.

### کژکاری جنسی
کژکاری جنسی (Sexual Dysfunction)

### فرجست دیرهنگام
(به انگلیسی Delayed Ejaculation)

### آشفتاری آهیختگی
(به انگلیسی Erectile Disorder)

### آشفتاری یوخه ی زنانه
آشفتاری یوخه ی زنانه (به انگلیسی Female Orgasmic Disorder)

### آشفتاری کشش / برانگیختگی جنسی زنانه
(به انگلیسیFemale Sexual Interest/Arousal Disorder)

### آشفتاری درد زهاری-لگنی / خلانش
آشقتاری خلانش با نام کامل (به انگلیسی Genito-Pelvic Pain/Penetration Disorder)

### آشفتاری کم کنشی جنسی مردانه
(به انگلیسی Male Hypoactive Sexual Disorder)

### فرجست زودهنگام
(به انگلیسی Premature Ejaculation)

### آزردگی جنسیتی
(به انگلیسی Gender Dysphoria)

## بیماری های تراگیر جنسی
- کلامیدیا
- گانوریا
- هرپس آلتی
- ویروس کاستی ایمنی انسان (HIV)
- (HPV)
- (Pubic Lice)
- سفیلیس
- تریکومونیاسیس

## خرده گیری هایی به کامش شناسی

### ذهن‌داشت فرهنگی و پیش‌داوری‌ها
کامش‌شناسی اغلب متهم به این است که تحت تأثیر هنجارها و ارزش‌های فرهنگی به‌خصوص درباره‌‌ی گنس قرار دارد و نمی تواند دیدگاه بی‌طرفانه‌ای درباره ی مسائل جنسی ارائه دهد. برای نمونه برخی پژوهش‌های کامش‌شناسی ممکن است درباره‌ی فرهنگ فردگرایانه‌ی غربی انجام شده باشد و نتوان نتایج آنها را به فرهنگ جمع‌گرای شرقی تعمیم داد.

### برجستگی بیش از حد رفتار جنسی و نادیده انگاری دیگر بخش ها
کامش شناسی اغلب نکوهش می شود که زیادی بر رفتار جنسی تمرکز دارد و جنبه های دیگر جنسیت مانند هویت جنسی ، گرایش جنسی و روابط عاطفی را نادیده می انگارد. این تمرکز خطر کاهش جنسیت به یک موضوع صرفا زیست شناختی و فیزیکی را به همراه دارد.

### به کار بردن روش های پژوهشی غیر علمی
گروهی از منتقدان معتقد اند برخی از مطالعات کامش شناسی از روش های پژوهشی غیر علمی استفاده می کنند و نتایج آنها قابل اعتماد نیست. برای نمونه خیلی از پژوهش ها با روش های غیر تصادی و پرسشنامه های مغرضانه انجام می شوند.

### مسائل اخلاقی در پژوهش
انجام پژوهش در زمینه ی مسائل جنسی می تواند با مسائل اخلاقی بسیاری همراه باشد مانند حفظ حریم خصوصی شرکت کنندگان، پیشگیری از آسیب رساندن به آنها و گرفتن رضایت آگاهانه. برخی منتقدان معتقد اند ، بسیاری از مطالاعات کامش شناسی به این اصول اخلاقی توجه ی شایسته ای نداشته اند. 

### رخنه ی صنعت هرزنگاری و رسانه ها
برخی معتقد اند که کامش شناسی تحت تاثیر صنعت هرزنگاری و پورن قرار دارد و تصویری غیر واقعی از سکس ارایه می کند و به ترویج دیدگاه های غیر واقعی و اغراق آمیز از سک کمک می کند. این تاثیر می تواند منجر به افزایش انتظارات غیر واقع بینانه ی جنسی از سکس و افزایش بروز نارضایتی های جنسی شود.

## جستار های وابسته
- زیگموند فروید
- جان مانی
- روانشناسی جنسی

## پسگشت ها
1. ↑  Coleman E. From sexology to sexual health. InRoutledge Handbook of Sexuality, Health and Rights 2010 Jan 30 (pp. 135-144). Routledge.
2. ↑  Wolfenden, R. Norris (1893-03). "Von Krafft-Ebing.—Psychopathia Sexualis, with especial reference to Contrary Sexual Instinct: a Medico-Legal Study. By Prof.R. Vox Krafft-Ebixg Authorized Translation from the seventh enlarged and revised German Edition. By Dr. Chaddock Charles Gilbert Philadelphia and London: The F. A. Davis Company. 1892. Pp. 436". The Journal of Laryngology, Rhinology, and Otology. 7 (3): 161–161. doi:10.1017/s1755146300149960. ISSN 1755-1463. {{cite journal}}: Check date values in: |date= (help)
3. ↑  Beccalossi C, Beccalossi C. Havelock Ellis and sex psychology. Female Sexual Inversion: Same-Sex Desires in Italian and British Sexology, c. 1870–1920. 2012:172-201.
4. ↑  Robinson PA. Havelock Ellis and modern sexual theory. Salmagundi. 1973 Jan 1(21):27-62.
5. ↑  Fliegel, Zenia Odes (1973-07). "Feminine Psychosexual Development in Freudian Theory". The Psychoanalytic Quarterly. 42 (3): 385–408. doi:10.1080/21674086.1973.11926640. ISSN 0033-2828. {{cite journal}}: Check date values in: |date= (help)
6. ↑  Johnson JL, Repta R. Sex and gender. Designing and conducting gender, sex, and health research. 2012;1737.
7. ↑  Delphy, Christine (1993-01). "Rethinking sex and gender". Women's Studies International Forum. 16 (1): 1–9. doi:10.1016/0277-5395(93)90076-l. ISSN 0277-5395. {{cite journal}}: Check date values in: |date= (help)
8. ↑  Torgrimson, Britta N.; Minson, Christopher T. (2005-09). "Sex and gender: what is the difference?". Journal of Applied Physiology. 99 (3): 785–787. doi:10.1152/japplphysiol.00376.2005. ISSN 8750-7587. {{cite journal}}: Check date values in: |date= (help)
9. ↑  Pryzgoda, Jayde; Chrisler, Joan C. (2000). Sex Roles. 43 (7/8): 553–569. doi:10.1023/a:1007123617636. ISSN 0360-0025 https://doi.org/10.1023/a:1007123617636. {{cite journal}}: Missing or empty |title= (help)
10. ↑  Pratesi, Alessandra (2024-06). "Sex and gender differences in patients with acute coronary syndromes". International Journal of Cardiology Cardiovascular Risk and Prevention. 21: 200276. doi:10.1016/j.ijcrp.2024.200276. ISSN 2772-4875. {{cite journal}}: Check date values in: |date= (help)
11. ↑  Guyton, A. C., & Hall, J. E. (2011). Textbook of Medical Physiology. Elsevier.
12. ↑  McArdle, W. D.; Katch, F. I.; Katch, V. L. (1991-12). "Exercise Physiology". Medicine & Science in Sports & Exercise. 23 (12): 1403. doi:10.1249/00005768-199112000-00013. ISSN 0195-9131. {{cite journal}}: Check date values in: |date= (help)
13. ↑  Kinnear, W (2002-08-01). "Pulmonary Physiology and Pathophysiology: J B West. Lippincott Williams & Wilkins, 2000. $31.95. ISBN 0 7817 2910 6". Thorax. 57 (8): 752–a-752. doi:10.1136/thorax.57.8.752-a. ISSN 0040-6376.
14. ↑  Carroll, Janell Lucille; Volk, Kari Doray; Hyde, Janet Shibley (1985-04). "Differences between males and females in motives for engaging in sexual intercourse". Archives of Sexual Behavior. 14 (2): 131–139. doi:10.1007/bf01541658. ISSN 0004-0002. {{cite journal}}: Check date values in: |date= (help)
15. ↑  Bakaroudis, Maria (2014-07-03). "Outercourse: Exploring Nonpenetrative Forms of Pleasurable Safer Sex". American Journal of Sexuality Education. 9 (3): 381–397. doi:10.1080/15546128.2014.944736. ISSN 1554-6128.
16. ↑  Rumson L. Kink in the Time of Sexology: An Interdisciplinary Approach to “Abnormal Sexuality” in Victorian Culture. InKink and Everyday Life 2021 Aug 16 (pp. 67-83). Emerald Publishing Limited.
17. ↑  Kafka MP. The DSM diagnostic criteria for fetishism. Archives of sexual behavior. 2010 Apr;39:357-62.
18. ↑  Joyal, Christian C. (2018-09-12). "Controversies in the Definition of Paraphilia". The Journal of Sexual Medicine. 15 (10): 1378–1380. doi:10.1016/j.jsxm.2018.08.005. ISSN 1743-6109.
19. ↑  "American Psychiatric Association Diagnostic and Statistical Manual of Mental Disorders (DSM-IV)". SpringerReference. Berlin/Heidelberg: Springer-Verlag.
20. ↑  Chenier, Elise R. (2008-02-13). "Disorders of Desire: Sex and Gender in Modern American Sexology (Revised and Expanded Form)". Archives of Sexual Behavior. 37 (2): 356–358. doi:10.1007/s10508-007-9298-5. ISSN 0004-0002.
21. ↑  Thatcher, Adrian (1996-05). "Book Reviews : TIEFER, Leonore, Sex is Not a Natural act and Other Essays (Oxford: Westview Press, 1995), ISBN 0-8133-1658-8/0-8133-1659-6, £37.00/£13.50, xvi + 232 pp". Feminist Theology. 4 (12): 126–127. doi:10.1177/096673509600001210. ISSN 0966-7350. {{cite journal}}: Check date values in: |date= (help)
22. ↑  "The Kinsey Institute new report on sex: what you must know to be sexually literate". Choice Reviews Online. 28 (07): 28–3942-28-3942. 1991-03-01. doi:10.5860/choice.28-3942. ISSN 0009-4978.
23. ↑  Binik, Yitzchak M.; Mah, Kenneth; Kiesler, Sara (1999-02). "Ethical issues in conducting sex research on the internet". Journal of Sex Research. 36 (1): 82–90. doi:10.1080/00224499909551971. ISSN 0022-4499. {{cite journal}}: Check date values in: |date= (help)
24. ↑  Dines, Gail; Jensen, Bob; Russo, Ann (2013-10-31). "Pornography". doi:10.4324/9780203949085. {{cite journal}}: Cite journal requires |journal= (help)